# First Light (album, Wishbone Ash)
First Light je prvním studiovým albem, které skupina Wishbone Ash nahrála, které však zůstalo nevydáno až do roku 2007. Debutovým albem tak zůstalo album Wishbone Ash.

## Seznam stop
Všechny skladby složili a napsali Andy Powell, Martin Turner, Ted Turner a Steve Upton
1. "Lady Whiskey" – 3:11
2. "Roads Of Day To Day" – 5:51
3. "Blind Eye" – 3:35
4. "Joshua" – 2:13
5. "Queen Of Torture" – 3:09
6. "Alone" – 3:09
7. "Handy" – 12:41
8. "Errors Of My Way" – 6:24

## Obsazení
- Martin Turner – baskytara, zpěv
- Andy Powell – kytara, zpěv
- Ted Turner – kytara, zpěv
- Steve Upton – bicí